# 维奥莱特·韦布
维奥莱特·韦布（英語：Violet Webb，1915年2月3日—1999年5月27日），英国女子田径运动员，主攻短跑。她曾代表英国参加1932年和1936年夏季奥林匹克运动会田径比赛，其中1932年奥运会获得一枚铜牌。